# مدام دو برينفيلييه
ماري مادلين دو أوبراي، ماركيزة برينفيلييه (بالفرنسية: Madame de Brinvilliers) كانت أرستقراطية فرنسية التي أتهمت بقتل والدها وإخوتها من أجل وراثة ممتلكاتهم. بعد وفاتها، أنتشرت شائعات أنها سممت أكثر من 30 مريضاً، لكن لم يتم تأكيد تلك الإشاعات. إكشتفوا جرائمها بعد وفاة عشيقها وشريكها في المؤامرات. بعد اعتقالها، تعرضت للتعذيب وأجبرت على الإعتراف وأعدمت في النهاية. أدت محاكمتها وإعدامها إلى ظهور قضية السموم.

## السيرة الذاتية
ولدت ماري مادلين دو أوبراي لأسرة ثرية ذات النفوذ نسبياً.
. تعرضت ماري مادلين للإعتداء جنسي في السابعة من عمرها. ولقد قالت أثناء محاكمتها أنها أقيمت علاقة جنسية مع شقيقها الأصغر، أنطوان، التي سممته لاحقاً.
في الواحدة وعشرين من عمرها تزوجت من أنطوان غوبلين ماركيز برينفيلييه في وسام القديس جان في القدس الذي كانت عقارتهم تساوي 800 ألف ليفر. أنجبت منه ثلاثة أطفال. كان لديها سبعة أطفال، أربعة منهم كانوا غير شرعيين أنجبتهم من عشيقها سانت كروا. في عام 1663، رفع والدها دعوة قضائية على عشيقها سانت كروا ثم إعتقلوه في الباستيل. أثناء ركوب العربة مع عشيقته برينفيلييه، ألقي القبض عليه أمامها وأعتقلت معه في الباستيل لمدة شهرين فقط. قالت برينفيلييه لاحقاً أن لو لم يكن والدها اعتقل عشيقها، لم تكن تسممه.
عندما أخرجوا عشيقها من الباستيل، تزوج من فتاة أخرى، ولكنه ظل يتواصل مع عشيقته برينفيلييه. بدأ عشيقها يعمل موادات كيميائية سامة من خلال الحصول على الترخيص اللازم لاستخدام معدات معينة من أجل تقطير السموم تحت وصاية برينفيلييه، بدأت برينفيلييه بتجريب السموم من أجل الإنتقام من والدها.
في عام 1666، بدأت في تسميم والدها ببطء بمساعدة رجلاً يدعى جاسكون. في الأسبوع الذي سبق وفاته، دعا والدها برينفيلييه وأطفالها للبقاء معه. أعطته جرعات سامة متعددة من وصفة جلاسر، وهي مزيج مجرب وحقيقي من المواد الكيميائية التي تجعله على ما يبدو ميتاً لأسباب طبيعية. توفي وبرينفيلييه كانت بجانبه. تم إجراء تشريح للجثة على جسده وكانت النتيجة أنه توفي لأسباب طبيعية، وتفاقمت بسبب النقرس. بعد وفاة والدها، ورثت برينفيلييه بعض ثروته. سرعان ما أحرقت الأموال، وفي حاجة إلى المزيد، قررت تسميم شقيقيها، على أمل الحصول على نصيبهما من ثروة والدها كما كانت، على حد علمها، وريثهما التالي.